# Attentat du 24 juillet 2019 à Mogadiscio
L'attentat du 24 juillet 2019 à Mogadiscio survient le 24 juillet 2019 lorsqu'une kamikaze entre et se fait exploser dans le bureau du maire de Mogadiscio, Abdirahman Omar Osman (en), lors d'une réunion de sécurité, tuant six fonctionnaires du gouvernement et blessant neuf membres du personnel d'Osman. James Swan (en) est la cible de l'attaque, mais Swan a rencontré le maire plus tôt, partant avant l'explosion. Osman est grièvement blessé lors de l'attaque et succombe à ses blessures une semaine plus tard, le 1er août 2019, après avoir été transporté et hospitalisé à Doha, au Qatar. L'attaque est revendiquée par Al-Shabaab. Sept personnes sont tuées, dont Osman.